# Georges Saumande
Georges Saumande, né Gabriel Saumande le 21 janvier 1851 à Cubjac (Dordogne) et décédé le 25 décembre 1930 à Arcachon (Gironde), est un homme politique français.

## Biographie

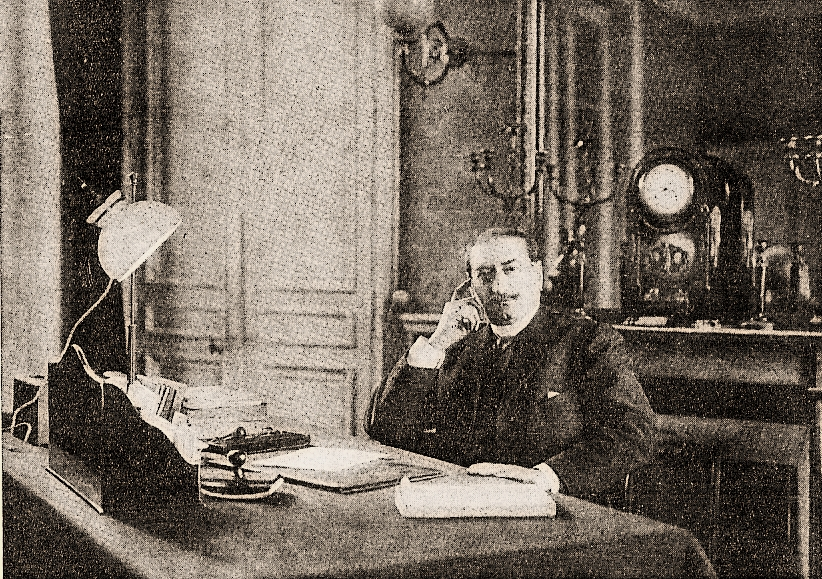
Georges Saumande assis.

Georges Saumande naît le 21 janvier 1851 à Cubjac, en Dordogne, d'un père serrurier et d'une maire couturière. Ses études le mènent du lycée de Périgueux à la faculté de droit de Paris dont il revient avec une licence.
Avoué installé à Périgueux et propriétaire exploitant à Chancelade, il est conseiller municipal puis adjoint au maire de Chancelade, puis maire de Périgueux de 1887 à 1896 et de 1908 à 1919. Il est député de la Dordogne de 1893 à 1928, siégeant sur les bancs de différents groupes parlementaires proches des radicaux (Gauche démocratique et Républicains de gauche). Président du syndicat cantonal des planteurs de tabac de 1908 à 1919, il est questeur de la Chambre de 1906 à 1928, établissant ainsi un record de longévité. Par ailleurs, il est connu comme le plus grand « boîtier » de la Troisième République. Autrement dit, il vote pour près de cent de ses collègues de différents groupes lors des scrutins publics, entre 1919 et 1928 au moins. Cela fait de lui un véritable homme de pouvoir au cœur de toutes les luttes politiques et intestines de la Chambre. Il vota en 1905 la loi de séparation des Églises et de l'État.

## Hommages

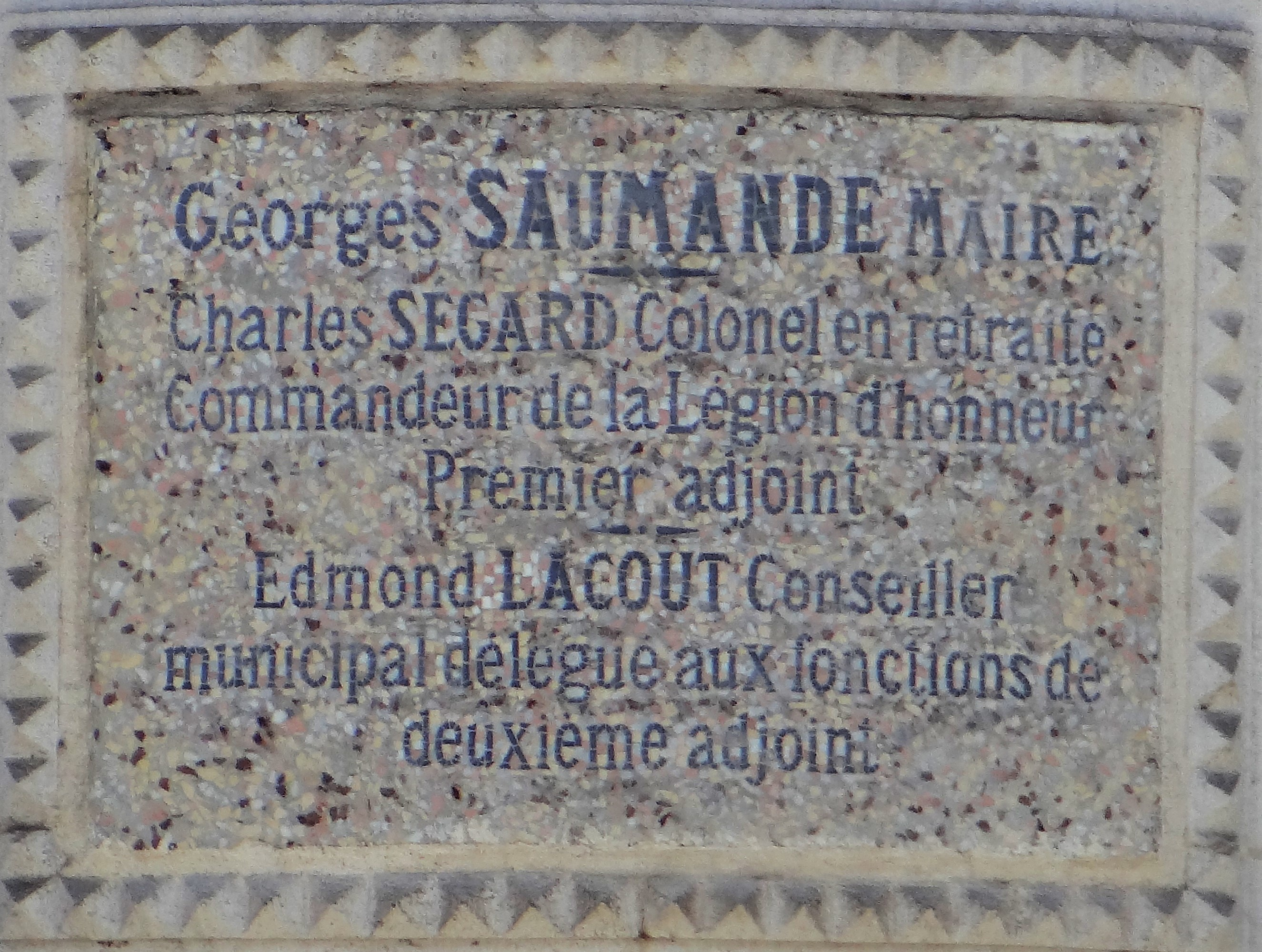
Mention de Georges Saumande, alors maire de Périgueux, sur la fontaine de la place Plumancy.

- Le conseil municipal de Périgueux a donné son nom en 1934 à un boulevard qui longe l'Isle en rive droite[2],[3], sur plus d'un kilomètre.
- À Périgueux, sur le piédestal de la fontaine de la place Plumancy, des plaques mentionnent les noms de personnalités de l'époque à laquelle le monument a été érigé (1890) : Georges Saumande figure parmi eux en tant que maire de la ville[4].